# Thomas Kessler (prêtre)
Pour les articles homonymes, voir Thomas Kessler.
 (septembre 2024).
Thomas Keßler (né le 9 août 1955 à Bad Neustadt an der Saale) est un prêtre catholique allemand.

## Biographie
Thomas Kessler a son abitur au Rhön-Gymnasium Bad Neustadt (de). Il étudie la théologie à Wurtzbourg et Innsbruck et reçoit le sacrement d'ordination pour le diocèse de Wurtzbourg des mains de Paul Werner Scheele (de) le 25 février 1984.
Après des années comme aumônier, Keßler devient curé de l'arrondissement de Bamberg en 1987, où il dirige la communauté paroissiale de Baunach, Lauter, Mürsbach et Gereuth jusqu'en 2004. À partir de 2004, il est curé à Bad Kissingen, où à partir de 2009 il dirige la communauté paroissiale Jésus-Source de Vie. En 2005, il est également doyen du doyenné de Bad Kissingen.
Outre la pastorale paroissiale, il est président du Mouvement des travailleurs catholiques (de) et est bénévole pour l'aumônerie d'urgence (de) à partir de 1995. Il est responsable de la pastorale des pompiers du diocèse de Wurtzbourg en 2000.
Le 29 janvier 2015, Friedhelm Hofmann annonce sa nomination comme vicaire général du diocèse de Wurtzbourg à la place de Karl Hillenbrand, décédé. Il prend ses fonctions officielles à la mi-avril. Le 22 mai 2015, il devient chanoine de la cathédrale. Après la démission de Friedhelm Hofmann, l'administrateur diocésain Ulrich Boom nomme Keßler comme son représentant permanent pour la durée du poste vacant. Dans le cadre de l'ordination épiscopale de Franz Jung le 10 juin 2018, Keßler est de nouveau nommé vicaire général. Le 1er octobre 2020, il choisit à sa propre demande la pastorale paroissiale. Son successeur comme vicaire général fut Jürgen Vorndran.